# Lakhimpur
Lakhimpur (hindi लखीमपुर) – miasto w północnych Indiach w stanie Uttar Pradesh, na Nizinie Hindustańskiej.
Populacja miasta w 2001 roku wynosiła 120 566 mieszkańców.